# 라미엘
라미엘(아람어: דעמאנל, 히브리어: רעמיאל, 그리스어: ‘Ραμιήλ)은 에녹서에서 언급한 그리고리 또는 파수꾼의 여섯 번째 지도자이다. 라미엘이라는 이름은 “하느님의 천둥”을 뜻한다. 또한, 그는 동일 인물은 아니지만 라밀(‘하느님을 향한 거만함’ 또는 ‘하느님의 말로’)이라고도 불리는 아자젤과 자주 혼동되기도 한다. 기독교와 이슬람교에서는 전통적으로 그를 대천사 가운데 하나로 보고 있으며, 히브리어로 “하느님의 자비”를 뜻하는 레미엘(Remiel)이라는 이름으로 알려졌다.
에녹 제1서에는 사람들에게 욕정을 품은 스무 명의 천사들의 이름을 나열하였는데, 다음과 같다:
| “ | 그들의 주요 지도자들은 세미아자 이외에도 우라키바, 라미엘, 코카비엘, 타미엘, 다니엘, 에제키엘, 바라키엘, 아사엘, 아르마로스, 바트리엘, 아나넬, 자키엘, 삼시엘, 사르타엘, 투리엘, 요미엘, 아라지엘 등이었다. | ” |
|   | — 에녹 6,7 |   |

에녹서에 따르면, 이들은 2백 명의 천사들을 이끌던 지도자들로 각각 마음에 드는 사람을 골라서 결혼했을뿐더러 그녀들에게 금단의 지식을 가르쳐주었다.
희망의 천사이기도 한 라미엘은 두 가지 과업을 수행하는 것으로 믿어지고 있다: 세상 전체에 악이 만연하여 혼란의 극에 달하는 종말이 오고 나면, 하느님에 의해서 마지막 심판이 이루어진다. 그때가 찾아올 때까지 죽은 사람들은 땅속에서 부활의 날을 기다린다. 심판의 날, 생전에 악행을 일삼은 사람들은 영원히 지옥으로 떨어지지만, 선행을 쌓은 사람은 빛나는 새로운 예루살렘의 주민으로서 영원히 살아갈 수 있다. 이처럼 라미엘의 역할은 부활을 기다리는 죽은 사람들의 영혼을 관리하는 것이다. 그리고 “진실한 환영”을 지배하는 존재로도 여겨진다. 이것은 하느님이 선택된 사람에게 환영이라는 수단을 이용한 메시지, 즉 묵시와 연관 있는 것이다.
라미엘은 또한 천둥을 다스리는 천사로도 알려졌다.
그는 센나케립의 군대를 절멸시킨 대천사일 뿐만 아니라 일곱 대천사의 훈령을 전달하는 심부름꾼이라고 전해진다.

## 같이 보기
- 대천사
- 아자젤
- 에녹서
- 그리고리